# Campaña del Norte de Rusia
La Campaña del Norte de Rusia fue parte de la Intervención aliada en la guerra civil rusa. Duró de mayo de 1918 a octubre de 1919. Fue una parte menor dentro de la intervención Aliada en Rusia, cuyo objetivo oficial era la protección de los enormes bastimentos y armamento almacenados en el norte de Rusia para el sostenimiento del esfuerzo de guerra ruso y la reconstitución del frente oriental, desaparecido tras la firma de la paz en Brest-Litovsk por el Gobierno soviético y los Imperios Centrales. Ya en agosto de 1918, sin embargo, con los alemanes en retirada en Finlandia y Ucrania, se admitió que las tropas en realidad iban a combatir a los bolcheviques y no a los Imperios.
Para ello los Aliados tomaron los puertos árticos de Murmansk y, con una fuerza militar menor, Arcángel. Pronto, sin embargo, en la primavera de 1919, el esfuerzo principal de reconstruir el frente se asignó a las fuerzas que debían provenir de Siberia, principalmente japonesas, pasando el norte de Rusia a un segundo plano. Fue, no obstante, la región con mayor participación militar británica en la guerra civil rusa.

## Comienzo de la intervención

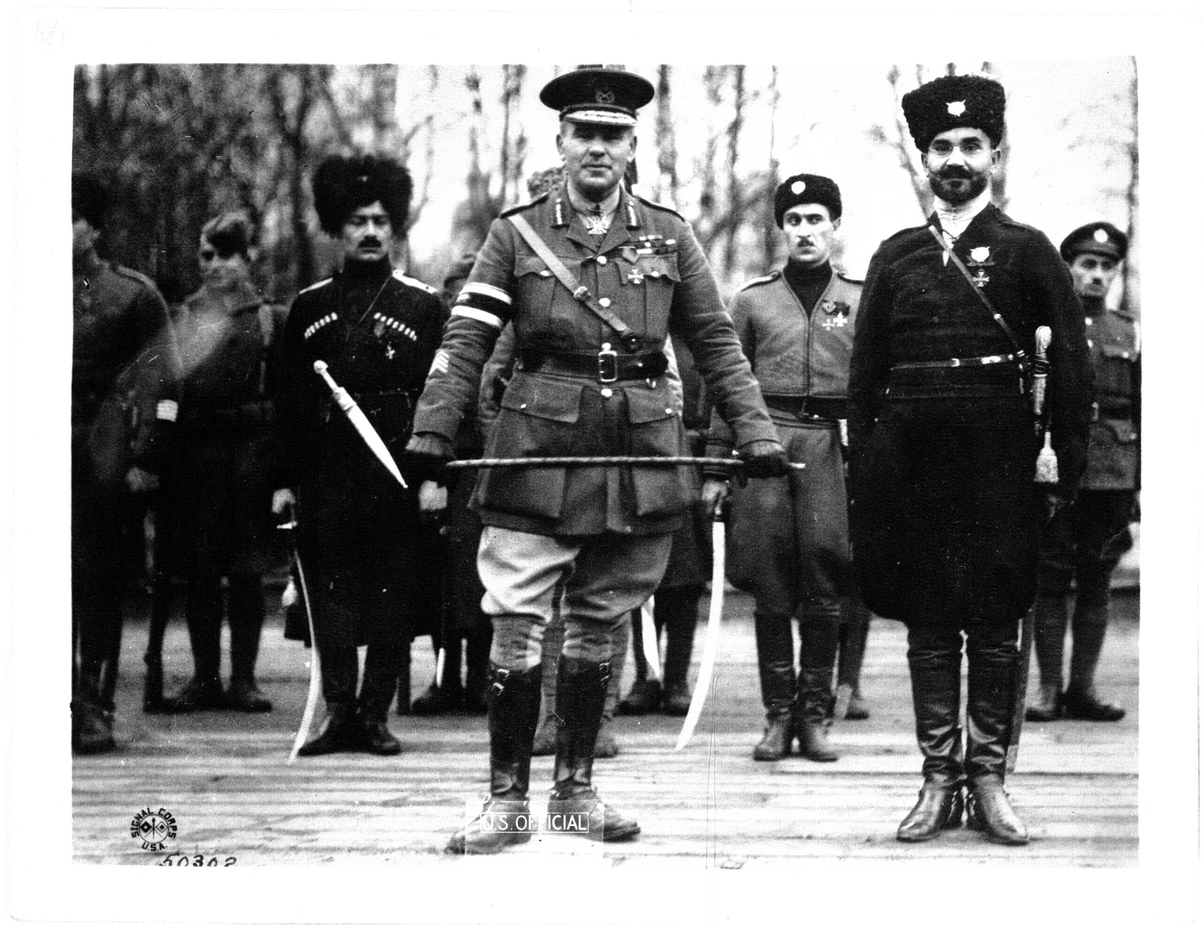
El general británico Frederick C. Poole, comandante de las fuerzas Aliadas en Arcángel, mantuvo malas relaciones con el Gobierno ruso local, la Administración Suprema de la Región Norte y se le relevó en octubre de 1918.

Hostiles al nuevo Gobierno soviético y con una postura aún poco clara respecto de la situación en Rusia tras la revolución de Octubre, las tropas británicas presentes en territorio ruso quedaron cada vez más atrapadas en la guerra civil. A pesar de no contar en el invierno de 1917 con una política clara hacia Rusia, el Gobierno no contempló la evacuación de sus tropas, que se tornaba cada vez más difícil con la llegada del invierno y la congelación de los puertos rusos del Ártico desde finales de noviembre.
Las primeras fuerzas de intervención llegaron al Norte en mayo de 1918, al mando del general británico Frederick C. Poole, desembarcando en Múrmansk. A comienzos de junio de 1918, unos destacamentos del Ejército Rojo que se dirigían al norte desde Petrogrado chocaron con unas patrullas británicas procedentes de Múrmansk.  Tras la huida de la mayoría de los representantes diplomáticos Aliados de Vologda a través de Arcángel el 28 de julio de 1918, estos informaron a Poole de la existencia de una conspiración antibolchevique que solicitaba su urgente auxilio para tomar el control de la ciudad. A pesar de preferir esperar refuerzos antes de dirigirse hacia Arcángel, la posibilidad de que la conjura fuese descubierta por la policía soviética llevó a Poole a adelantar sus planes.
Con 1200 hombres provenientes de un batallón francés, un destacamento de infantes de marina británicos, 50 marinos estadounidenses y 3 buques logró desarmar las defensas de la isla que guardaba la entrada al puerto y, gracias al golpe de Estado en la ciudad, avanzar sin arriesgar sus fuerzas contra la misma. En comunicación con Poole, el capitán Georgi Emolaevich Chaplin, gran admirador de los británicos, organizó el golpe para la noche del 1 de agosto de 1918, sabiendo del plan de desembarco de Poole para el día siguiente. Sin apenas incidentes, Poole logró entrar en la ciudad la mañana del día 2, siendo vitoreado por la multitud, compuesta, sin embargo, por la burguesía y campesinos acomodados locales, mientras que los obreros de la ciudad se ausentaron del recibimiento.

## El otoño de 1918
Oficialmente la intervención había tenido lugar por la invitación del nuevo Gobierno formado a toda prisa tras el golpe de Chaplin, la Administración Suprema de la Región Norte. Presidido por el prestigioso socialista popular Nikolái Chaikovski era, en realidad, poco más que mera fachada para Poole, que detentaba el poder real. Este gobernó mediante decretos. En la práctica el mando militar británico tomó el control de la ciudad, a pesar de la extrema hostilidad de la población y de los diplomáticos Aliados hacia Poole. Al poco decretó, notificando apenas a Chaikovski, la imposición de la ley marcial en el territorio bajo su control y la pena de muerte a aquellos que «diseminasen rumores con el objetivo de provocar inquietud o desórdenes entre las tropas o la población».
Poole, a diferencia de Maynard, deseaba desencadenar una ofensiva contra los soviéticos y envió tropas hacia Vologda y hacia Kotlas, al poco de tomar el control de Arcángel. Poco después estas fuerzas se hallaron enfrascadas en duros combates con las unidades soviéticas.
La misión oficial de la intervención perdió su sentido poco después del desembarco de Poole en agosto, ya que a comienzos de mes el cónsul británico en Helsinki informaba del rápido abandono de los alemanes de Finlandia, que estaban enviando sus tropas al frente occidental para tratar de detener la ofensiva Aliada. Ante la imposibilidad de cumplir su segundo objetivo original, la evacuación de la Legión Checoslovaca, el Gobierno británico cambió los objetivos de la misión, pero definiéndolos en términos muy vagos, incapaz de expresar abiertamente que las tropas británicas permanecerían no para luchar contra los alemanes, sino contra los bolcheviques.
Poole debía tomar el control de las líneas de comunicación entre Arcángel y Viatka, encontrarse con la Legión, sostener a la administración local favorable a los Aliados, favorecer el reclutamiento de fuerzas afines y evitar un posible avance alemán. Para ello sólo contaría con 5500 refuerzos, estadounidenses.
Los primeros intentos de reclutar una fuerza armada rusa fueron un fracaso: apenas 1200 hombres en Múrmansk (300 de ellos incapacitados para combatir) y una cifra similar en Arcángel. Ante la falta de tropas rusas Poole hubo de enfrentarse a los bolcheviques con sus propias y escasas fuerzas. A comienzos de septiembre, tras la llegada de refuerzos estadounidenses, contaba con 4800 estadounidenses, 2420 británicos, 900 franceses y 350 serbios. A pesar de las órdenes que impedían el uso de las tropas americanas en agresiones, estas fueron desobedecidas.
El 5 de mayo de 1918, Poole permitió y respaldó el efímero golpe de Estado que desterró a los ministros de la Administración a una isla del mar Blanco. Los embajadores Aliados, opuestos rotundamente a la acción, liberaron a los detenidos pero, ante la negativa de Poole, no impusieron castigo alguno a los revoltosos. La vuelta de Chaikovski y su Gobierno, sin embargo, fue un duro golpe para el prestigio Aliado. Los estadounidenses amenazaron con retirar sus tropas, tres cuartos del total, si Poole no cambiaba su actitud hacia el Gobierno.
Las peticiones de refuerzos de Poole, que deseaba continuar la ofensiva hacia Vologda, fueron rechazadas por el Gobierno de Londres que, por el contrario, reforzó Múrmansk, a pesar de la nula amenaza germana, hasta acantonar allí 15 000 hombres. Pronto sus objetivos cambiaron para adaptarse a la lucha contra los soviéticos. La falta de ayuda financiera y de avituallamiento para la población complicó sobremanera las relaciones del general Maynard en Múrmansk con la población local.
Ante las crecientes quejas sobre Poole, el Gobierno británico le relevó a mediados de octubre, sustituyéndole por el general Ironside, mucho más experto en cuestiones logísticas. El nombramiento, primero temporal, se hizo permanente el 19 de noviembre de 1918. En esta época, Ironside contaba con cerca de 6300 soldados británicos, 1700 franceses y 5200 estadounidenses en Arcángel. A finales de año, se habían unido a estos alrededor de 2700 reclutas rusos, llegando sus fuerzas a un total de 16 000 hombres. En Múrmansk el más cauto general sir Charles Maynard contaba con otros 15 000 hombres.

### Participación estadounidense

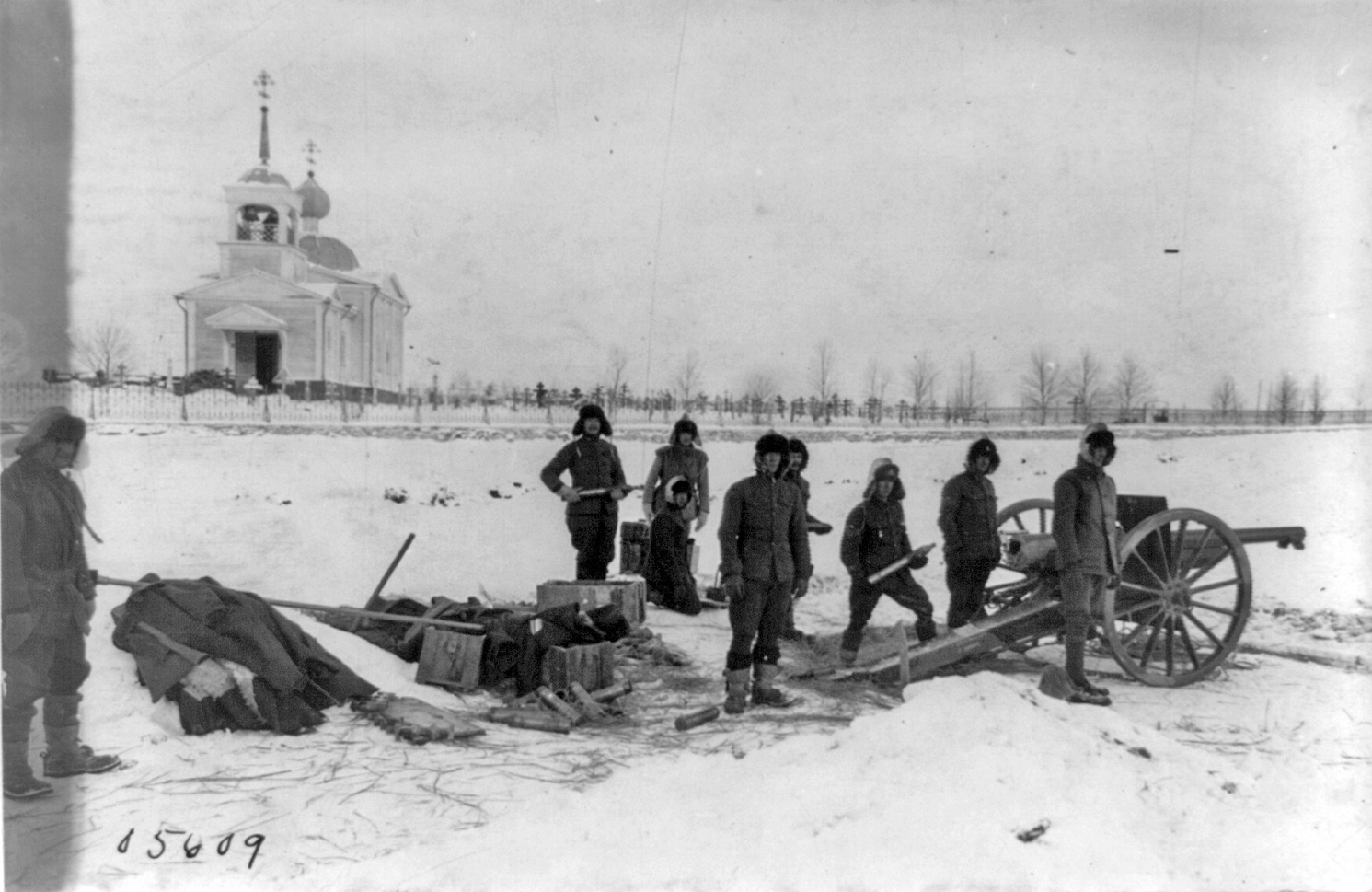
Tropas estadounidenses en el norte de Rusia en mayo de 1919.

Uno de los principales motivos alegados por los estadounidenses para participar en la expedición militar fue evitar que los numerosos abastos y armamento almacenado en el norte de Rusia para abastecer al Ejército ruso no cayese manos de los Imperios Centrales. Los británicos habían presionado a los estadounidenses para intervenir en Rusia desde noviembre de 1917, finalmente logrando su participación en julio de 1918. Además de la preocupación por una posible victoria de los Imperios tras una posible paz separada de los bolcheviques con estos, los británicos también temían por sus inversiones en el país y una posible amenaza militar sobre sus colonias por parte de alemanes o soviéticos. La presión británica para lograr la aquiescencia y cooperación americana a la intervención creció paulatinamente, ya que consideraban la participación estadounidense crucial para el éxito de la misma.
Reacios aún a participar en una expedición militar a Siberia, los estadounidenses acabaron cediendo con el norte de Rusia en mayo de 1918. En junio se decidió que, con el objetivo declarado de facilitar la evacuación de la Legión Checoslovaca, los Aliados ocuparían Múrmansk y Arcángel.

## El invierno de 1918

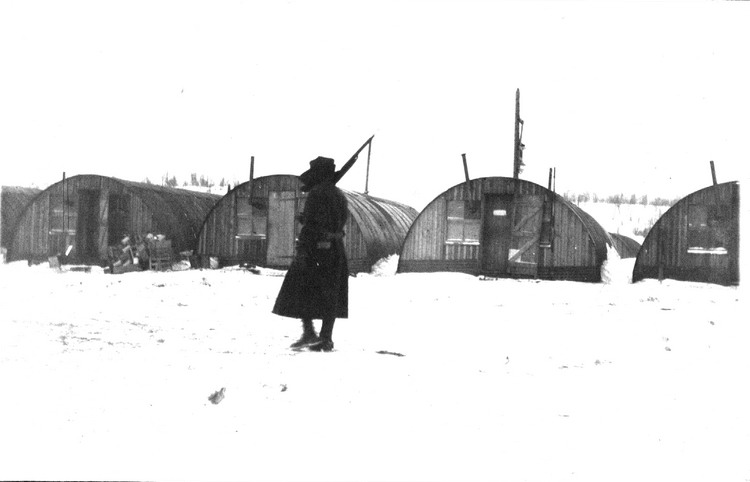
Centinela en el norte de Rusia en el invierno de 1918-1919.

Las fuerzas destacadas por los Aliados quedaron bajo mando británico. Las tropas, sin embargo, procedían tanto de Gran Bretaña como de Estados Unidos y Canadá. Congelados los puertos, las únicas líneas de comunicación, hacia en interior de Rusia, eran dos: el río Dvina Septentrional, en dirección sureste hacia Kotlas, y el ferrocarril que partía en dirección sur hacia Vologda. Estos eran los únicos caminos para trasladar unidades militares grandes, pues el resto de la región consistía en densos bosques y ciénagas infestadas de mosquitos que impedían en paso a cualquier fuerza que no fuese menor.
La práctica totalidad de las localidades de la región se hallaban a lo largo de Dvina, sus afluentes o junto al ferrocarril.
El nuevo comandante británico, general Ironside, estableció la línea de defensa a unos 290 km al sur de Arcángel, Dvina arriba y algo más cerca del puerto en la zona del ferrocarril a Vologda. La línea de defensa consistía en blocaos armados con ametralladoras y morteros, rodeados de alambre de espino. Bien abastecidos y cálidos, eran puntos defensivos muy fuertes, que sufrieron escaramuzas con avanzadillas soviéticas durante el invierno.
Sus fuerzas, relativamente numerosas sobre el papel, tenían graves deficiencias, como la calidad de las tropas y de los mandos, la extensión del consumo y la venta de alcohol entre los oficiales o el acercamiento de numerosos oficiales a los elementos más reaccionarios de la región, que preocupaban a Ironside. La situación política tampoco era halagüeña: los dirigentes políticos, con cierto respaldo popular, tendían al socialismo, pero tenían que entenderse con fuerzas militares generalmente reaccionarias y partidarias de la restauración del zarismo.

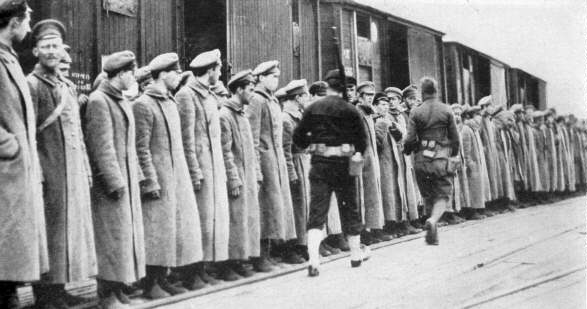
Prisioneros soviéticos custodiados por soldados estadounidenses en Arcángel en 1918.

A finales de 1918 la situación militar se tornó temporalmente peligrosa para los Aliados ante el ataque de las unidades soviéticas, pero finalmente este pudo rechazarse. No hubo más combates destacables hasta la primavera de 1919.
El 9 de mayo de 1919 en una reunión de los principales mandatarios Aliados, los británicos trataron de recabar el apoyo estadounidense para realizar una ofensiva hacia el Sur, para respaldar el avance de Kolchak desde Siberia. El plan se presentó como un mero respaldo a las fuerzas rusas, que debían llevar el peso de la operación y reclutar nuevas tropas en su avance. En realidad, cualquier ataque debía llevarse a cabo principalmente por tropas Aliadas, dada la escasez y poca fiabilidad de las unidades rusas, que no podían tampoco contar con aumentar de número durante su avance, como se había demostrado en el otoño de 1918.

## Retirada Aliada

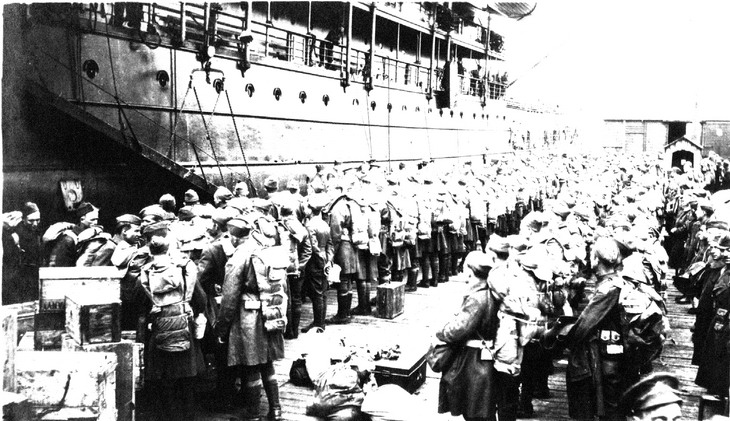
Evacuación de tropas Aliadas de Múrmansk en 1919.

Las tropas estadounidenses se retiraron en 1919. Los estadounidenses anunciaron que se retirarían tan pronto como mejorase el tiempo. Los británicos también aprobaron la evacuación para el verano el 4 de marzo de 1919, sin consultar al resto de Aliados. La retirada no anunciaba el fin de la injerencia británica en la guerra civil, sino la concentración de sus fuerzas en otras regiones consideradas de mayor importancia.
Los refuerzos militares considerados necesarios para realizar una ofensiva relevante en el norte no estaban disponibles, la campaña no era popular entre los británicos, especialmente entre la clase trabajadora, y las tropas deseaban cada vez más su desmovilización.
Winston Churchill, ministro de Defensa británico, quedó encargado de organizar la evacuación británica poco después de la decisión del gabinete, acordándose evacuar a los rusos que lo solicitasen por haber cooperado con los Aliados durante la campaña y permitir el refuerzo temporal de las unidades presentes en el Norte si fuese necesario para asegurar su retirada. Se decidió también no comunicar la próxima retirada británica al Gobierno provisional ruso.
Mientras, un pequeño destacamento Aliado se encontró con tropas de Kolchak al oeste de los Urales, en el río Pechora. Esto permitió contemplar la retirada Aliada tras la unión de fuerzas antisoviéticas del norte y del este. A la vez, el reclutamiento de voluntarios rusos en el norte se aceleró, alcanzando los 13 500 hombres en marzo y los 15 000 en abril.
La actitud británica sobre la situación, sin embargo, cambió radicalmente en el verano, ante los repetidos motines de las tropas rusas: a mediados de mayo dos compañías habían asesinado a dos de sus oficiales, reclamando sus pagas; en julio gran parte de un batallón mixto ruso-británico desertó a los soviéticos tras asesinar a varios oficiales y más tarde un regimiento entero, de guardia a lo largo del río Onega, cambió de bando en bloque. A estos les sucedieron otros incidentes menores, que hicieron que Ironside considerase a las unidades rusas incapaces de mantenerse frente a los soviéticos tras la retirada Aliada y que perdiese todo sentido retrasar esta. El Gobierno británico, que había aprobado a regañadientes una última ofensiva antes de la retirada final, ordenó la evacuación inmediata.
Los incidentes del verano hicieron también que Ironside comenzase a desconfiar de las unidades rusas, sopesase la necesidad de desarmarlas y abandonase su idea inicial de entregarles el armamento que no fuese evacuado, temiendo que cayese en manos de los soviéticos. Ironside, que había forzado la movilización de los rusos, debía ahora dar la impresión de respaldarlos firmemente a la vez preparaba su retirada y la destrucción de los abastos y armas. A pesar de todo se llevó a cabo un ataque final el 10 de agosto de 1919 para mejorar las posiciones rusas a lo largo del Dvina. La operación fue un éxito: 3000 británicos y 1000 rusos flanquearon a los soviéticos, causando unas 6000 bajas. El ataque logró eliminar a las unidades soviéticas aguas abajo de Kotlas y asegurar la retirada británica.
Finalmente los británicos comunicaron su próxima partida a las autoridades rusas el 27 de julio de 1919, aunque sin indicar las fechas exactas de su retirada, temiendo complicaciones. El plan británico contaba con evacuar Arcángel el 1 de octubre de 1919, mientras que los rusos aún creían que al menos permanecerían hasta noviembre. El intento británico de convencer al general Miller, al frente del Gobierno ruso, de trasladarse con sus tropas a Múrmansk fracasó, ante la negativa de este. Las relaciones ruso-británicas se tensaron.
Mientras, continuaba la destrucción de armamento Aliado, que Miller trató de detener a través de los representantes rusos en el extranjero, sin éxito. Sólo las vituallas fueron entregadas finalmente a los rusos.
El 1 de septiembre de 1919 comenzó el repliegue británico en Arcángel, el 15 se realizaba el último ataque en Múrmansk que debía facilitar la evacuación de este. El número de solicitudes de evacuación, 5596 en Arcángel y unos cientos en Múrmansk, fue muy inferior a lo esperado, especialmente porque las clases más humildes prefirieron no exiliarse. La gran mayoría de los evacuados fueron trasladados a los Estados bálticos y menos de 200 de ellos acabaron en Gran Bretaña.
El 27 de septiembre, se habían marchado las últimas tropas británicas de Arcángel, mientras que en Múrmansk los últimos soldados zarpaban el 12 de octubre. Acabó así la campaña donde el Gobierno británico había empleado mayor número de hombres y recursos, llevando el peso de los combates en el que los rusos tuvieron un papel secundario.